# カール・ラシュレー
カール・スペンサー・ラシュレー（Karl Spencer Lashley, 1890年6月7日 - 1958年8月7日）は、アメリカ合衆国の心理学者。神経心理学の開拓者の一人。

## 生涯
ウェストバージニア州出身。ジョンズ・ホプキンス大学で動物学を学んだ後、行動主義心理学の主唱者ジョン・B・ワトソンに接し、行動主義の神経学的基礎づけを志す。
ミネソタ大学、シカゴ大学、ハーヴァード大学を経て、ヤーキーズ霊長類研究所の教授となる。大脳の一部を切除したネズミの学習実験に基づいて、大脳に機能分化はほとんどなく（等能性の原理）、その量が重要であるとの説（量作用の原理）を提唱した。しかし現在、この学説は受け入れられていない。
ラシュレー門下にはニューラルネットワーク研究の先駆者として知られるドナルド・ヘッブ、大脳半球機能差の研究でノーベル生理学・医学賞を受賞したロジャー・スペリー、認知心理学の育て親の一人ジェローム・ブルーナーなど、錚々たるメンバーが名を連ねる。ヘッブもスペリーも、自らの研究によって師ラシュレーの学説への反証を示した。